# SunEnergy1 Racing
Le SunEnergy1 Racing est une écurie de sport automobile australienne fondée en 2017 par Kenny Habul. Elle fait participer des voitures de Grand tourisme en catégorie GTD dans le championnat WeatherTech SportsCar Championship, l'Intercontinental GT Challenge et l'International GT Open.

## Histoire

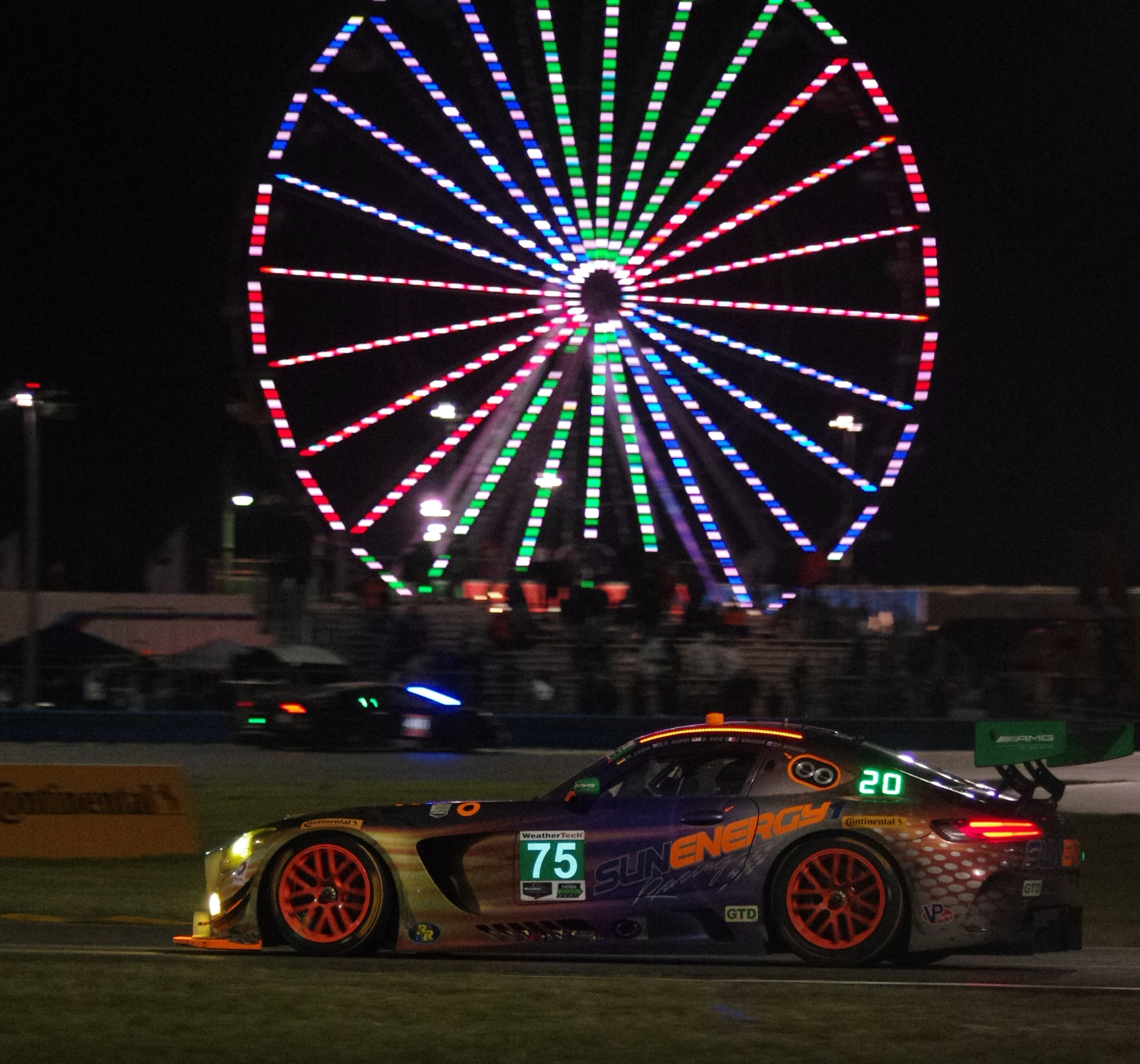
l'Mercedes-AMG GT3 de l'écurie SunEnergy1 Racing lors des 24 Heures de Daytona 2017

En 2017, à la suite de la création de l'écurie SunEnergy1 Racing, celle-ci s'engage, avec le soutien technique de l'écurie américaine Riley Motorsports, avec une Mercedes-AMG GT3 dans le championnat WeatherTech SportsCar Championship dans la catégorie GTD,. La voiture est confiée pour l'intégralité de la saison au pilote français Tristan Vautier alors que les pilotes Boris Said et Kenny Habul l'accompagnent durant le championnat suivant leurs disponibilités. Les pilotes Maro Engel, Dion von Moltke, et Paul Morris (en) concourent avec l'écurie pour quelques manches. Pour la première année dans ce championnat, l'écurie monte deux fois sur le podium sur la 3e marche, la première fois lors des 12 Heures de Sebring et la seconde fois lors de la WeatherTech SportsCar Championship Austin race.
En 2018, après avoir considéré un passage de la catégorie GTD à la catégorie prototype, l'écurie SunEnergy1 Racing, comme lors de la saison précédente, s'engage, toujours avec le soutien technique de l'écurie américaine Riley Motorsports, avec une Mercedes-AMG GT3 dans le championnat WeatherTech SportsCar Championship dans la catégorie GTD. L'écurie arrête sa participation au championnat après les 6 Heures de Watkins Glen après avoir notifié à son partenaire technique l’arrêt de leur collaboration. À la suite de l'arrêt des activités de l'écurie en WeatherTech SportsCar Championship, c'est au 24 Heures de Spa, que l'écurie SunEnergy1 Racing fait ensuite une apparition en partenariat avec l'écurie allemende HTP Motorsport,. À la suite de cela, une nouvelle expérience est réalisée par l'écurie en participant à une manche du Blancpain GT Series Sprint Cup, la manche de l'Hungaroring avec comme partenaire technique la structure française ASP Team. L'écurie fait ensuite une dernière apparition dans une manche de l'Intercontinental GT Challenge durant la saison aux 8 Heures de Californie avec deux Mercedes-AMG GT3 où elle participe avec le soutien de la structure ASP Team.
En 2020, l'écurie SunEnergy1 Racing, avec le support technique du Rowe Racing, s'engage dans le championnat International GT Open, avec en plus une participation à la manche d'Indianapolis de l'Intercontinental GT Challenge,.
En 2021, à la suite des liens tissés la saison précédente avec l'écurie américaine Gradient Racing lorsque cette même écurie avait apporté son support technique lors de la manche d'Indianapolis du GT World Challenge America, SunEnergy1 effectue son retour dans le championnat  WeatherTech SportsCar Championship sur certaines épreuves,. Pour les 12 Heures de Sebring, la livrée traditionnelle bleue de la voiture est changée par une livrée verte en l’honneur de la Saint Patrick.
En 2022, le SunEnergy1 Racing, en collaboration avec la structure allemande SPS Automotive Performance, participe pour la première fois aux 24 Heures de Dubaï,. À la suite de cela, et comme la saison précédente, SunEnergy1 Racing s'engage avec une Mercedes-AMG GT3 Evo dans le championnat WeatherTech SportsCar Championship dans la catégorie GTD.

## Résultats

### Résultats aux24 Heures de Spa
| Année | Écurie                          | Copilotes                                              | Voiture          | Classe | Tours | Pos. | Class Pos. |
| ----- | ------------------------------- | ------------------------------------------------------ | ---------------- | ------ | ----- | ---- | ---------- |
| 2018  | SunEnergy 1 Team HTP Motorsport | Kenny Habul Thomas Jäger Martin Konrad Bernd Schneider | Mercedes-AMG GT3 | Pro-Am | 503   | 20e  | 3e         |

### Résultats enWeatherTech SportsCar Championship
| Année | Classe | no | Voiture              | Pneus | 1      | 2      | 3      | 4     | 5      | 6      | 7      | 8      | 9      | 10     | 11     | 12     | 13  | Total | Pos. |
| ----- | ------ | -- | -------------------- | ----- | ------ | ------ | ------ | ----- | ------ | ------ | ------ | ------ | ------ | ------ | ------ | ------ | --- | ----- | ---- |
| 2017  | GTD    | 75 | Mercedes-AMG GT3     | M     | DAY 18 | SEB 3  | LBH 15 | AUS 3 | BEL 15 | WGL 15 | MOS 13 | LIM 16 | ELK 12 | VIR 16 | LGA 12 | ATL 16 |     | 224   | 15e  |
| 2018  | GTD    | 75 | Mercedes-AMG GT3     | M     | DAY 8  | SEB 10 | MOH 12 | BEL 8 | WGL 8  | MOS    | LIM    | ELK    | VIR    | LGA    | ATL    |        |     | 109   | 13e  |
| 2021  | GTD    | 45 | Mercedes-AMG GT3 Evo | M     | DAY    | DAY    | SEB    | MOH   | BEL 7  | WGL 14 | WGL    | LIM    | ELK    | LGA    | LBH    | VIR    | ATL | 778   | 16e  |
| 2021  | GTD    | 45 | Mercedes-AMG GT3 Evo | M     | Q 10   | C 2    | SEB    | MOH   | BEL 7  | WGL 14 | WGL    | LIM    | ELK    | LGA    | LBH    | VIR    | ATL | 778   | 16e  |
| 2022  | GTD    | 75 | Mercedes-AMG GT3 Evo | M     | DAY    | DAY    | SEB 9  | LBH   | LGA    | MOH    | BEL    | WGL    | MOS    | LIM    | ELK    | VIR    | ATL |       |      |
| 2022  | GTD    | 75 | Mercedes-AMG GT3 Evo | M     | Q      | C      | SEB 9  | LBH   | LGA    | MOH    | BEL    | WGL    | MOS    | LIM    | ELK    | VIR    | ATL |       |      |

## Pilotes
- Maro Engel (2017-2018, 2021-2022)
- Jules Gounon (2022)
- Mikaël Grenier (2018, 2021-2022)
- Kenny Habul (2017-2018, 2021-2022)
- Thomas Jäger (2018)
- Raffaele Marciello (2021-2022)
- Dion von Moltke (2017)
- Paul Morris (en) (2017)
- Boris Said (2017)
- Bernd Schneider (2018)
- Luca Stolz (en) (2021-2022)
- Tristan Vautier (2017)